# 同人用語
同人用語（どうじんようご）は、同人・同人誌に関する主要な用語についての解説。この分野は同人誌即売会を主な発表の場として発展してきたことから、即売会に関係する用語が多い。

## あ行
青紙（あおがみ）
コミックマーケットにおいて、主催者が規定時間内の受付が出来なかった（いわゆる遅刻）場合に、サークルスペースに貼られる青い紙で、受付を済ますまでは販売停止であることを示す。
赤紙（あかがみ）
コミックマーケットにおいて、配布物搬入過剰など、防災上の問題点があるため販売停止となるサークルスペースに貼られる赤い紙。
アニパロ本（-ぼん）
アニメ作品のパロディ（二次創作）を扱った本全般を指す。
有明（ありあけ）
東京国際展示場（ビッグサイト）のこと。所在地の町名から。
委託（いたく）
即売会などで、主催団体または知古のサークルなど、自らのサークル以外に製作物の代理頒布をしてもらうこと。主催団体による委託販売は、直接参加できないサークルのために特にコーナーが設置して行われるもので、参加費用を負担する。一方、他のサークルスペースでの販売は、サークル参加の抽選漏れ、ゲスト参加者のスペースでのアピール、同時頒布数の増加、頒布場所の分散など、発行元のサークルが直接頒布を行えるか否かにかかわらず様々な理由で行われる。
売り子（うりこ）
ブース内で、同人誌等の頒布を行う者。同人サークルのメンバーの役割の一つ。ただし、サークル所属ではない者で、メンバーや執筆者に代わって、頒布のみを行う・手伝う者のことを指すこともある。
大手（おおて）
頒布数が多いサークルのこと。人気があり、即売会で行列ができる規模のサークルを指すことが多い。対義語は「零細」ではなく「小手」「ピコ手」など。その中間であるサークルは「中堅」と呼ばれる。
落ちる、落とす（お-）
予定していた新刊の制作が即売会に間に合わず、頒布・配布できないこと（例：「新刊落ちました」）。
音系（おとけい）
音楽やボイスドラマなどで活動するジャンル。一般に頒布するのは冊子ではなく、音の入った媒体（コンパクトディスクなど）。
オフセ本（-ぼん）
オフセット印刷された本。コピー本とは対比させて、オンデマンド印刷含め印刷業者などで印刷・製本した同人誌全般をさす場合もある。
オリジナル
⇒創作
オンリー
特定のジャンル・嗜好・キャラクターなどに特化した同人誌や即売会を指す。「〇〇（キャラクター名）オンリー本」「××（作品名）オンリー即売会」「△△（猫耳・巫女などの属性）オンリーイベント」のように使う。反対に、特定のジャンルに特化しない同人誌や即売会は「オールジャンル」と特に呼んで区別する。

## か行
カタログ
⇒パンフレット
カップリング (同人)
壁（かべ）
同人イベントなどで、会場内の壁際のスペースのこと。また、ここに配置されるサークルは壁サークルとも。背後のスペースが広くとれるため大量の搬入が可能で、混雑（長い並び列）対策が容易なことから、人気サークル・大手サークルが配置される場合が多い。ただし、配置や周辺サークルとの兼ね合いもあり、ここに配置されたサークル全てが大手であるとは限らない。
黄紙（きがみ）
コミックマーケットで、配布物の表現上の問題点があるサークルの販売停止を示すのに用いられる黄色の紙。
健全（けんぜん）
性描写がないこと、もしくは「男同士」「女同士」のカップリングではないこと。前者の意味で使われる場合、「一般向」の中でも特に「性描写がないこと」を強調している。
合同誌（ごうどうし）
⇒同人誌#概要
小為替（こがわせ）
定額小為替。ゆうちょ銀行が発行する送金用の証書。サークルが通信販売を行う場合に決済手段としてよく用いられるものの1つ。
個人誌（こじんし）
執筆者が1人である同人誌。⇒同人誌#概要
コピー本（-ぼん）
コピー機で印刷し、ホッチキスなどで製本した手作り同人誌。オフセ本とは異なり安易に制作できる反面、大量の制作には向かないので、頒布部数が少ないサークル向き。ページごとに紙を替えたりできるなど、制作の自由度が高いため、あえてコピー本にこだわるサークルも見られる。また、頒布直前でも制作が間に合うので、その規模にかかわらずイベント限定に少ページ・少部数のコピー本を作成する場合もある。⇒突発本
現在は乾式複写機を用いるのが一般的だが、かつては青焼複写機もよく用いられていた。

## さ行
サークル
同好会のことであるが、漫画・アニメ系同人誌においては、活動及び即売会の参加主体としての意味合いが強く、1人だけで活動している人もサークルという形式（個人サークルという）で参加する。同人サークルも参照。
最後尾（さいこうび）
スペースにできる購入待ち行列の一番後ろのこと。行列が長い場合は、新たに列に付く参加者のために、列の最後尾であることを示す必要があり、サークルなどが「最後尾札」と呼ばれる札を用意することもある。最後尾札が頒布物の価格表を兼ねているケースもよく見られる。
参加者（さんかしゃ）⇒同人誌即売会#参加者の分類
島（しま）
即売会会場の中央部分に、囲むように机を配置した部分。壁の対義語としても用いられる。通常、横に机0～2本・縦に机複数個を並べる。島の端の部分は島角・島端・お誕生日席などと呼ばれ、混雑（長い並び列）対策が他に比べて容易なことから、壁サークルに次ぐ規模の中堅サークルが配置されることが多い。島の端以外の部分は島中と呼ばれる。
ジャンル
頒布物の傾向を分類したもの。同一あるいは類似のジャンルのサークルは近い場所にまとめられ、来場者の便宜を図っている。ジャンルは図書分類法のような体系的分類があるわけではなく、コミックマーケットの例をみると、「ガンダム」「少年ジャンプ」のような原作（作品・作家・掲載誌）による分類のほか、「同人ソフト」のような媒体による分類、「学漫」のような発行者による分類、「男性向け」のような対象読者による分類とさまざまなものが混在している。また、特に人気が高い原作については、単独でジャンルとして分類される場合もある。ジャンルとその参加者の変遷は、そのまま同人界での人気の変遷でもある。
新刊（しんかん）
新たに制作した同人誌のこと。特に、初めて即売会で頒布する同人誌のこと。常連購入者に対して購入対象とする本があることを明示する意味合いもある。複数の即売会に参加するサークルなどでは、「コミケ新刊」（他の即売会ではすでに出しているが、コミックマーケットでは初出しである本）のような表現もされる。大規模な即売会では、大手サークルの新刊を求めて来場者が長い行列を作ったりする。また、新刊でないものを既刊と言う。
スケブ
「スケッチブック」の略。即売会では、サークルとファンとの交流の1つの種類として、サークル側にスケッチブックへ絵の執筆を依頼する習慣があり、「スケブを頼む」「スケブを描く」などと言う。ただし義務ではないので、時間的・体力的な制約から断ったり、あらかじめ受け付けない趣旨を明らかにしているサークルも多い。スケブを描いてもらうこと自体には対価は発生しない（海外のイベントでは有料で描かれることが多い）のが一般的であるが、同人誌の購入を条件としているサークルもある。依頼する際には相手の忙しそうな時間帯を避けたり、自分のスケッチブックであることを分かりやすくしておくこと、イベント終了（もしくはそのサークルの撤退時刻）までに取りに来ることなどがマナーとされる。
スペース
即売会における各サークルの出展ブースのこと。通常、長テーブルの半分を1スペースとする。
創作（そうさく）
登場人物や世界観を自分で発案した作品。二次創作でない作品。一次創作・オリジナルとも呼ばれる。推理、ファンタジー、現代物等幅広い範囲を包括するが、オールジャンルの即売会では、内容にかかわらず「創作（オリジナル）」に一括ジャンル分けされることが多い。
即売会（そくばいかい）
⇒同人誌即売会

## た行
ダミーサークル
徹夜組（てつやぐみ）
同人誌即売会会場付近において、公共交通機関始発前より開場を待つ者。ほとんどの即売会で禁止されており、同人誌即売会の存続にかかわる問題であるため本行為は絶対に行ってはならない。
デジ同人（-どうじん）
突発本（とっぱつぼん）
即売会直前に衝動に駆られて作られる同人誌。主としてコピー誌で、イベント直前強く触発された作品などに刺激されて作られる。頒布物が少ないなど、単に販売時の机が寂しいからと作られることもある。

## な行
二次創作（にじそうさく）
他のアニメ・漫画などの作品の登場人物や世界観を使い制作された作品。パロディとも呼び、パロとも略されることもあるが、本来parodyという言葉に含まれる風刺的な意味はない作品がほとんどである。現在の同人誌の大勢を占める。いわゆる同人の同人も二次創作の一種。⇒二次創作
なお、作品内容に対する評論は一般に二次創作とされないことが多い。

## は行
パロディ
⇒二次創作
パンフレット
参加サークルの一覧などを記した冊子。パンフとも略され、即売会によってカタログなど名称が異なる。即売会主催者によって作成され、一般参加者の購入を義務づける（一般参加者全員購入制）ことによって、開催費用の負担を求めており、この場合パンフレットが一般参加者の入場証代わりとなる。内容は、参加サークルの案内・配置・開催時の注意事項など。
ペーパー
一枚紙に印刷された案内。サークルが自身の近況やイベント参加予定、通信販売する配布物などを記載して作成し、無料で配布するのが一般的。交流あるサークル同士でペーパーを交換し合い、お互いが配布する場合もある。

## や行
やおい
夢見乙女（ゆめみおとめ）

## 「同人」で始まる項目
- 同人（どうじん）
  - 同人女（-おんな）
  - 同人ゲーム
  - 同人サークル
  - 同人誌（-し）
    - 同人誌即売会（-そくばいかい）
    - 同人誌と表現を考えるシンポジウム（-とひょうげんをかんがえるシンポジウム）

  - 同人ショップ
  - 同人ソフト
  - 同人の同人（-のどうじん）